# Marysville (Victoria)
Marysville is een kleine plaats 34 kilometer ten noordoosten van Healesville, in de Shire of Murrindindi in Victoria, Australië.
De plaats, die voorheen een bevolking van rond de 500 mensen had, werd verwoest door de Murrindindi Mill bosbranden op 7 februari 2009. Op 10 februari 2009 was het officiële dodencijfer 15, maar er wordt verwacht dat dit op zal lopen tot boven de 100, waarbij meer dan 80% van de bebouwing verwoest is.

## Brand van 2009
Op 7 februari 2009 verwoestte een bosbrand de meeste gebouwen van de plaats, waaronder de lagere school, het politieburo, het resort The Cumberland, en veel huizen. Alleen de beroemde Marysville Bakery bleef intact op de hoek van de hoofdstaat in Marysville.

## Foto's

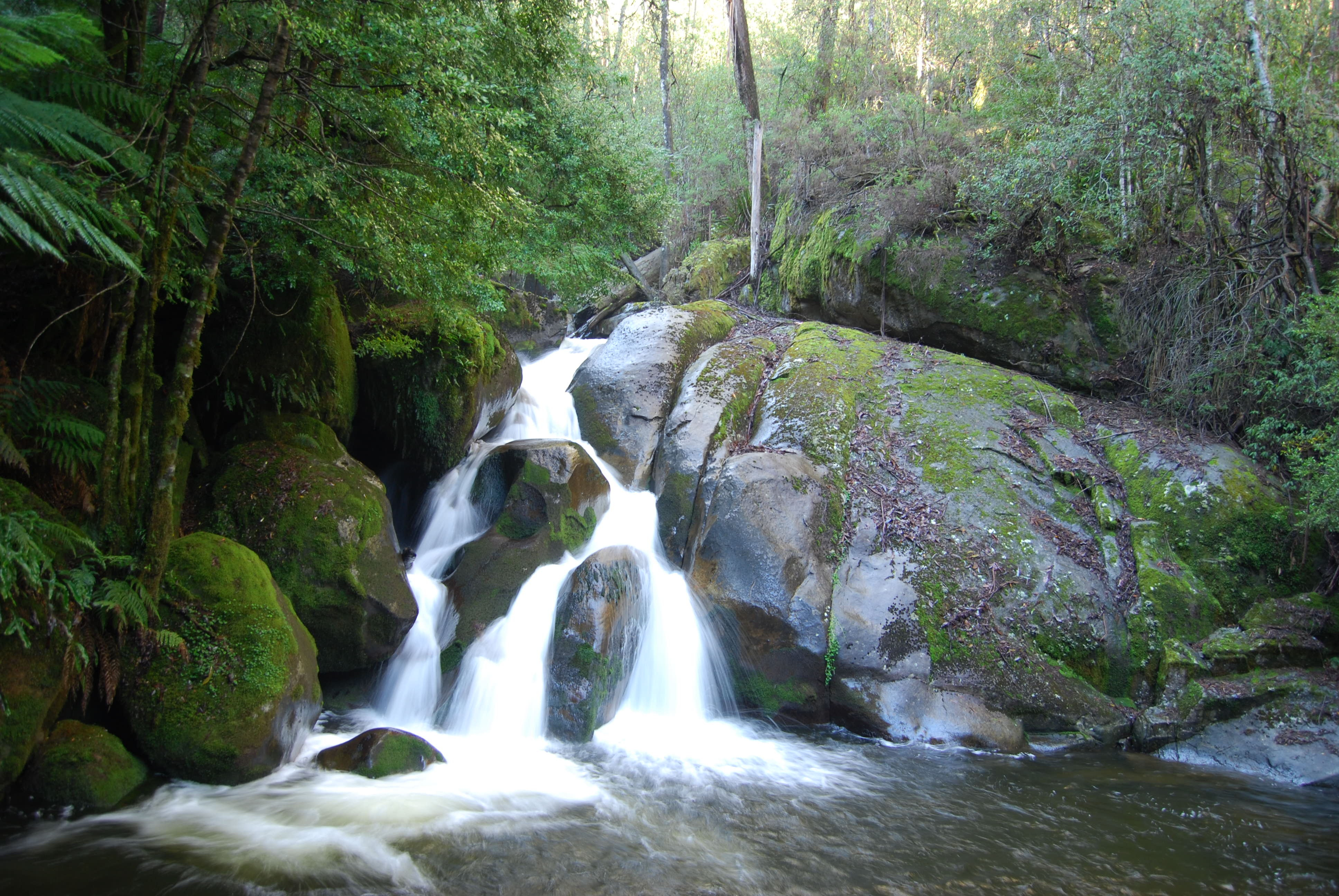
Het Yarra Ranges National Park, nabij Marysville
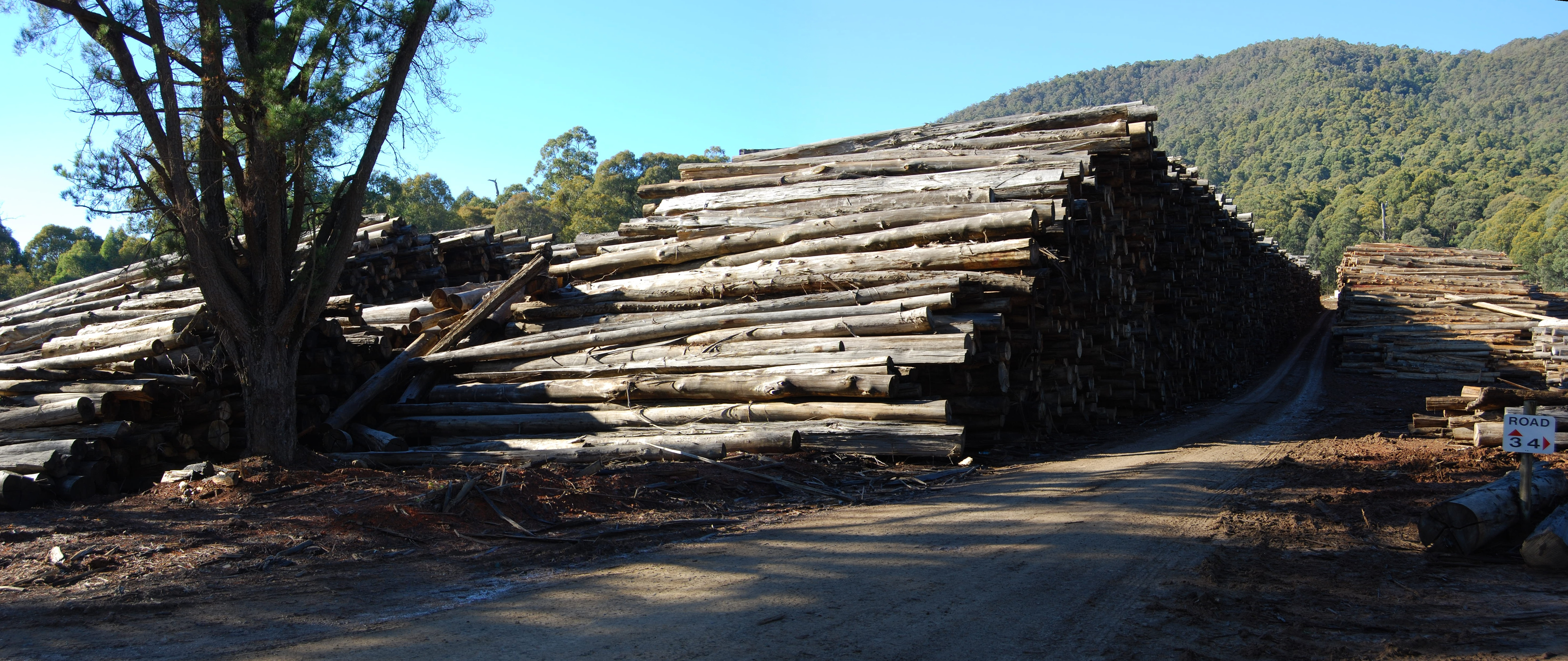
Een stapel boomstammen nabij Marysville